# Zwarte Beek (Demer)
De Zwarte Beek is een zijrivier van de Demer in de Belgische provincie Limburg. Het beekdallandschap Zwarte Beek wordt gerekend tot een van de waardevolste beekvalleien in Vlaanderen en zelfs in West-Europa.

## Beekdallandschap Zwarte Beek
Het beekdallandschap Zwarte Beek strekt zich uit vanaf de flank van het Kempens Plateau  te Hechtel, op de waterscheiding van het Maasbekken, tot in Diest waar de Zwarte Beek samenvloeit met de Demer, die behoort tot het Scheldebekken.
Het is een van de weinige beekvalleien waar in het hele stroomgebied, van bron tot monding, aan natuurbeheer wordt gedaan. Natuurpunt vzw beheert ruim 1500 ha natuur, maar ook de Vlaamse Overheid en de provincie Limburg dragen hun steentje bij.
De grote waarde van dit gebied ligt in de afwisseling van een aantal zeldzame vegetatietypen en het voorkomen van enkele in Europa bedreigde diersoorten. Getuige hiervan zijn de aanduiding door Europa van grote delen van de beekvallei als Vogelrichtlijngebied 'Militair domein en vallei van de Zwarte Beek' (BE22183) en Habitatrichtlijngebied 'Vallei- en brongebied van de Zwarte Beek, Bolisserbeek en Dommel met heide en vengebieden' (BE2200029). Ook de waterkwaliteit is naar Vlaamse normen nog behoorlijk. Tevens werd in 1992 de Vallei van de Zwarte Beek in Koersel, een van de wandelgebieden van de Zwarte Beek, uitgeroepen tot Ecologisch Impulsgebied. Een van de redenen hiervoor was dat het stroomgebied van de Zwarte Beek in de jaren negentig nagenoeg de helft van de Vlaamse broedpopulatie van de watersnip herbergde. Hieraan ontleent het "Vlaams bezoekerscentrum De Watersnip" in Koersel dan ook haar naam.

## Brongebied en bovenstroom
In Hechtel-Eksel, ten zuiden van de "Resterheide", ontspringt de Zwarte Beek in een iets lager gelegen weidegebied. Een andere brontak voert water aan vanuit Helchteren. Vlakbij ontstaat ook de Bollisenbeek, die niet naar de Schelde stroomt maar naar de Maas. De Resterheide is voornamelijk bebost met grove en Corsicaanse den. Via het kleinschalig landbouwlandschap rondom de Katershoeve, bereikt de beek het militair domein "Kamp van Beverlo". Dankzij de samenwerking tussen de militaire overheid, Agentschap voor Natuur en Bos (Vlaamse Overheid) en Natuurpunt vzw, kunnen daar nog heel wat natuurwaarden in stand gehouden worden. Broedvogels als nachtzwaluw en boomleeuwerik of doortrekkers zoals kraanvogel profiteren daarvan. Dankzij het statuut van militair domein worden daar zowat de helft van alle Vlaamse populaties van het zeer zeldzame gentiaanblauwtje opgetekend. De afwisseling van landschapstypen zoals overstromingsgraslanden, broekbossen, hooilanden, kleine zeggenmoerassen, droge en natte heide met landduinen, vennen, heischrale graslanden en hoogveenelementen maken dit gebied uniek in Vlaanderen.
Dankzij de afwisseling aan habitats, de talrijke gradiëntsituaties en de relatieve rust herbergt dit gebied een unieke waaier aan mogelijkheden voor diverse diersoorten. Een goede beekstructuur en vrij zuiver water creëren de laatste overlevingsmogelijkheden voor een soort als de beekprik. De natuurarbeiders van Natuurpunt vzw en de Vlaamse Gemeenschap, aangevuld met vele vrijwilligers en geholpen door Aberdeen Angusrunderen, door een kudde Drentse heideschapen (onder begeleiding van herders) en door fjordenpony's, zorgen ervoor dat de biodiversiteit hier gevrijwaard blijft en waar mogelijk wordt uitgebreid.

## Middenstroom
Stroomafwaarts van de autosnelweg Hasselt-Luik (E313) verbreedt de vallei sterk. In de middenloop ter hoogte van de "Bocht van Laren" te Lummen is de vallei op haar breedst. De toppen van de Venusberg en de Willekensberg bieden er een weids panorama over de beekvallei. Het landschap is vrij open en in de uitgestrekte graslanden broeden nog heel wat weidevogels. De terugkeer van de grutto in 2002 is het bewijs dat het gevoerde natuurbeheer zijn vruchten afwerpt. In de buurt van de Gestelse Molen in Paal werd in 2004 een natuurinrichtingsproject uitgevoerd. Enkele oude visvijvers werden geherprofileerd en een verbinding met 12 vistrappen zorgen ervoor dat vissen een hoogteverschil van 1,60 meter tussen de Zwarte Beek en de Oude Beek kunnen overbruggen. Bijkomend voordeel is dat hierdoor een geschikt voedsel- en broedgebied ontstaat voor heel wat water- en moerasvogels zoals dodaars en blauwborst. In het middenstrooms gedeelte heeft de wulp zich de laatste jaren gevestigd en kan de roodborsttapuit nog in relatief hoge dichtheden worden aangetroffen. Graslanden herbergen interessante soorten zoals grote en kleine ratelaar en in de poelen en beken treft men waterviolier aan.

## Benedenstroom en monding
Enkele kilometers verderop, ter hoogte van Meldert en Zelem, op de grens van Kempen en Hageland, wurmt de beek zich tussen enkele "Diestiaanruggen". De vallei is hier relatief smal en de snelle overgang van zeer natte moerassige gebieden naar zeer droge heuvelruggen maken dit gebied landschappelijk en ecologisch heel waardevol. In het gebied "Schurfert" in Meldert/Linkhout is door de creatie van plas- en drassituaties in het valleigebied opnieuw een ideaal biotoop voor weidevogels ontstaan. Wulp, roodborsttapuit en watersnip frequenteren dit gebied alsmaar meer. Ook het "Marais de Zeelhem", momenteel bekend als "de Leunen", was 100 jaar geleden het geliefkoosd excursieterrein voor botanici en herbergt ook vandaag de dag nog kenmerkende flora, zoals slangenwortel, waterscheerling, gagel en heel wat zeggensoorten. Op oudere kaarten stond de beek hier ook bekend als "De Zwarte Laak" (De Swerte Laeck).
Wanneer de Zwarte Beek, even voorbij het "Rotbroek" in het zicht van Webbekoms Broek komt, buigt zij af naar het noorden en loopt tot de monding in Diest parallel met de Demer. Het Webbekoms Broek is een overstromingsbekken in beheer bij de Vlaamse Overheid. Dit moet Halen en een deel van Diest bij hevige regenval vrijwaren van overstromingen. De Velpe en de Begijnenbeek kunnen via een aantal 'kunstwerken' worden afgeleid naar dit wachtbekken dat door de jaarlijkse overstromingsfrequentie heel wat zeldzame vogels aantrekt.